# Tomas von Brömssen
Tomas Birger von Brömssen (født 8. maj 1943) er en svensk skuespiller, der har medvirket i mere end 60 film og tv-serier. Han har for eksempel optrådt i film som Manden fra Mallorca (1984), Rejsen til Melonia (1989), Lærerinden (1995) og Känn ingen sorg (2013).

## Privatliv
Tomas von Brömssen stammer fra en adelsfamilie fra Livland. Han var første gang gift med Eva Rask fra 1966 og frem til hendes død i år 2000. Sammen fik de datteren Johanna (født 1971).
I 2004 giftede Tomas von Brömssen sig med den danske professor Dorte Pedersen (født 1954), som var en nær ven af hans første hustru. De bor i Frölunda uden for Göteborg.

## Udvalgt filmografi
- Freddy klarar biffen (1968)
- Albert & Herbert (tv-serie, 1976-1979)
- Mordet på Skolgatan 15 (tv-film, 1984)
- Manden fra Mallorca (1984)
- Mit liv som hund (1985)
- Slangens vej (1986)
- Rejsen til Melonia (animationsfilm, 1989)
- 1939 (1989)
- Karlsvognen (1992)
- Lærerinden (1995)
- Herbert & Robert (tv-serie, 1995)
- Adam & Eva (1997)
- Hele herligheden (1998)
- Sofies Verden (1999)
- Dykkeren (2000)
- Hundehotellet (animationsfilm, 2000)
- Import-eksport (2005)
- Pax (2011)
- Kronjuvelerne (2011)
- Lille Anna og Lange Onkel Ib (animationsfilm, 2012)
- Känn ingen sorg (2013)
- Sune - Best Man (2019)
- LasseMajas Detektivbureau: Togrøverens hemmelighed (2020)
- Bryllup, begravelse og dåb (tv-serie, 2020)
- Bryllup, begravelse og dåb - filmen (2021)
- Dag for dag (2022)
- Doktrinen (tv-serie, 2024)